# Astragalus kirshehiricus
Astragalus kirshehiricus es una especie de planta del género Astragalus, de la familia de las leguminosas, orden Fabales.

## Distribución
Astragalus kirshehiricus se distribuye por Turquía.

## Taxonomía
Fue descrita científicamente por Chamberlain. Fue publicada en Notes Roy. Bot. Gard. Edinburgh 29: 297 (1969)